# Língua puquina
O Puquina é uma língua isolada da Bolívia e Peru.